# Chesapeake Bayhawks
Die Chesapeake Bayhawks sind ein professionelles Lacrosse-Franchise aus Annapolis, Maryland. Sie sind seit 2001 Mitglied der Major League Lacrosse (MLL).

## Geschichte
Die Chesapeake Bayhawks trugen von 2001 bis 2003 in Baltimore auf dem Feld der Johns Hopkins University und teilweise sogar im M&T Bank Stadium, der Spielstätte der Baltimore Ravens, aus. Am 3. November 2006 zogen die Bayhawks von Baltimore nach Washington, D.C. Am 9. März 2010 benannten sich die Washington Bayhawks in Chesapeake Bayhawks um.
Die Chesapeake Bayhawks gewannen sowohl 2002 als auch 2005, 2010, 2012 und 2013 den Titel der MLL, den Steinfeld Cup sowie 2001, 2002, 2003 und 2005 in ihrer Division.

## Saisonstatistik
| Jahr                | Gewonnen | Verloren | Reguläre Saison               | Playoffs                  |
| ------------------- | -------- | -------- | ----------------------------- | ------------------------- |
| Baltimore Bayhawks  |          |          |                               |                           |
| 2001                | 10       | 4        | Erster der National Division  | Vizemeister               |
| 2002                | 10       | 4        | Erster der National Division  | Meister                   |
| 2003                | 7        | 4        | Erster der National Division  | Vizemeister               |
| 2004                | 7        | 5        | Zweiter der National Division | -                         |
| 2005                | 10       | 2        | Erster der National Division  | Meister                   |
| Washington Bayhawks |          |          |                               |                           |
| 2006                | 4        | 8        | 6. der Eastern Conference     | -                         |
| 2007                | 5        | 8        | 5. der Eastern Conference     | -                         |
| 2008                | 4        | 8        | 6. der Eastern Conference     | -                         |
| 2009                | 5        | 7        | 5. der Liga                   | -                         |
| Chesapeake Bayhawks |          |          |                               |                           |
| 2010                | 6        | 6        | 4. der Liga                   | Meister                   |
| Insgesamt           | 68       | 55       | 4-facher Sieger               | Playoffrekord gesamt: 8:3 |

## Erfolge
- Meister: 2002, 2005, 2010, 2012, 2013
- Divisionsieger: 2001, 2002, 2003, 2005